# Йозеф Пічман
Йозеф Францишек Пічман (1758, Трієст — 1834, Кременець) — польсько художник-педагог, портретист.

## З життєпису
Художню освіту Й. Пічман здобув у Віденській академії мистецтв, учень Й.Лампі старшого, Т.Фюгера, Й.Брандта. На конкурсі історичного живопису 1787 року отримав золоту медаль і звання дійсного члена Віденської академії мистецтв. 1788 року за запрошенням Й.Чарторийського переїхав у Корець. У 1789 році переїхав до Варшави, а згодом до двору Станіслава Августа Понятовського у Познані, де творив разом з Й.Лампі. Проживав у Львові з 1794 по 1806 рік.
У 1806 році на запрошення засновника Волинської гімназії  (реформована в 1819 році на Кременецький ліцей) Т. Чацького очолив відділ красних мистецтв, який став центром художньої освіти на Волині. У Кременці прожив до самої смерті. За тривалу педагогічну діяльність у ліцеї Пічман був у 1830 році нагороджений «Знаком отличия беспорочной службы за 20 лет» і йому був призначений «пенсіон» — 600 руб. сріблом на рік, який отримував лише один рік.

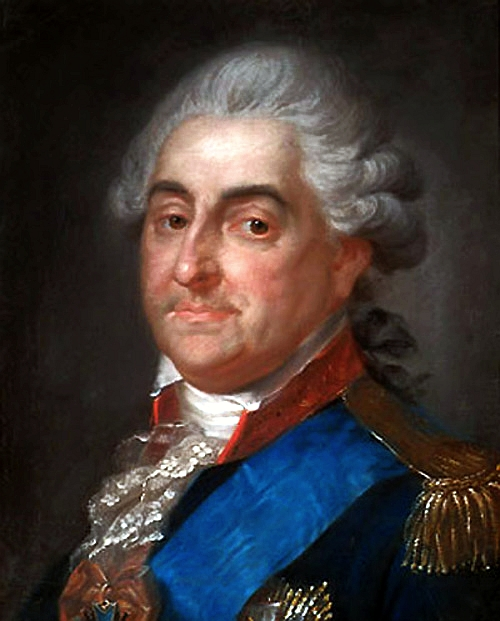
Портрет Станіслава Августа. Національний музей у Варшаві.

Серед відомих учнів Пічмана — Бонавентура Клембовський, Антон Анджейовський, Ксаверій Канєвський.
Творчість Пічмана є типовим австрійським варіантом класицизму, іноді звертався до проблем, характерних для образу людини в мистецтві сентименталізму. У львівський період виконав, згідно з його власним списком, 282 портрети. А всього їх Пічман написав майже 500, близько тридцяти з яких знаходяться в українських музеях.